# Patrick Holt
Patrick Holt, född 15 april 1999, är en australisk roddare.

## Karriär
Vid VM 2023 i Belgrad tog Holt brons tillsammans med Joshua Hicks, Ben Canham, Timothy Masters, Jack Robertson, Joseph O'Brien, Angus Dawson, Angus Widdicombe och Kendall Brodie i åtta med styrman.